# Albert Ebert (Maler)
Albert Ebert (* 26. April 1906 in Halle (Saale); † 21. August 1976 ebenda) war ein naiver deutscher Maler und Grafiker in der DDR.

## Leben
Nach dem Besuch der Volksschule in Halle (Saale) begann Ebert 1921 eine Lehre als Maurer, die er jedoch nicht abschloss. Bis 1939 schlug er sich als Möbelträger, Markthelfer, Bauarbeiter, Aushilfsarbeiter und in anderen Tätigkeiten durch. Im Zweiten Weltkrieg, an dem er vom Beginn 1939 an als Soldat teilnahm, wurde er verwundet. Während des Lazarettaufenthaltes begann er zu malen.
1945/1946 konsultierte er zwei Semester an der Burg Giebichenstein in Halle (Saale) in der Malerei bei Charles Crodel und erhielt er Zeichenunterricht bei Waldemar Grzimek. Ab 1947 arbeitete er wieder als Gelegenheitsarbeiter und hospitierte parallel dazu 1948 in der damaligen Landesgalerie Sachsen-Anhalt in der Moritzburg (Halle) als Restaurator.
1948 stellte er zum ersten Mal in der Ausstellung „Das Werk“ der Künstlergemeinschaft „Die Fähre“ aus. Er heiratete 1951 zum zweiten Mal und bezog eine Wohnung in der idyllischen Talstraße im halleschen Stadtteil Kröllwitz. Von 1954 bis 1956 arbeitete er als Heizer in der Kunsthochschule Burg Giebichenstein und wieder als Bauarbeiter in Halle. Durch Förderung von Freunden und ein Stipendium der CDU (DDR) konnte er ab 1956 freischaffend als Maler arbeiten. 1959 machte ihn Elmar Jansen, von Crodel unterstützt, publizistisch bekannt.
1973 wurde er mit dem Kunstpreis der Stadt Halle geehrt. Ab 1975 verlor Ebert zunehmend das Augenlicht, was ihn zur Aufgabe der Malerei zwingt.

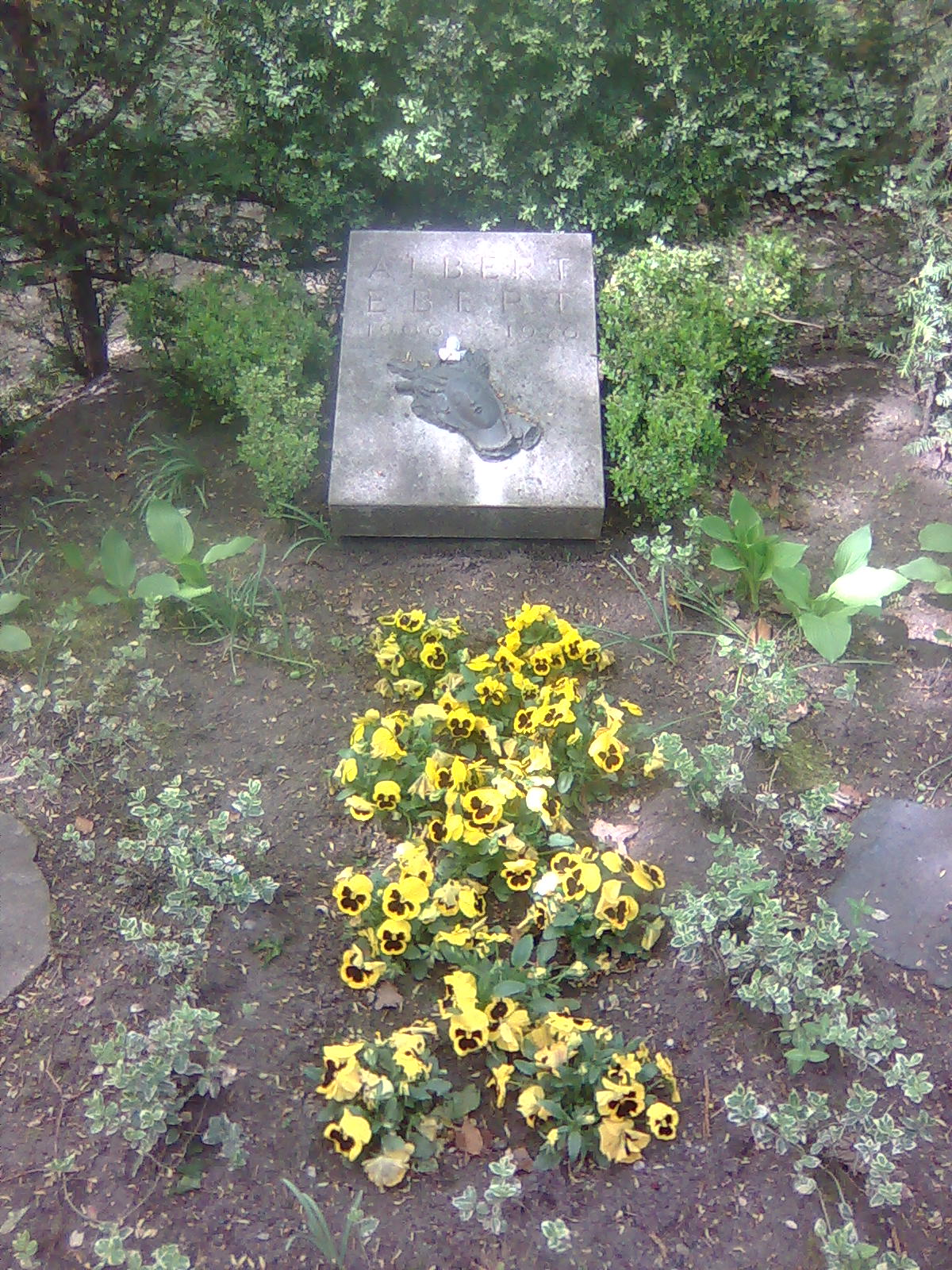
Das Grab von Albert Ebert auf dem Friedhof Kröllwitz in Halle (Saale)

Sein Grab befindet sich auf dem Friedhof Kröllwitz in Halle.

## Bildliche Darstellung Eberts (unvollständig)

### Darstellung in der bildenden Kunst
- Benno Schulz: Albert Ebert (1976, Mischtechnik, 85 × 70 cm)[3]
- Friedrich Stein: Der Maler Albert Ebert (Druckgrafik, 1964)[4]

### Fotografische Darstellung
- Wolfgang G. Schröter: Albert Ebert signiert eines seiner Gemälde (1970)[5]

## Rezeption
„Eberts hintergründiger Witz und sein im Wesentlichen autodidaktisch entwickelter künstlerischer Ausdruck blieben unberührt von den kulturpolitischen Forderungen der DDR. Die Bildwelten des "Rousseau von der Saale" reichen vom märchenhaft glücklichen Kinderfest bis zur abgründigen Groteske, sie schildern auf poetische Weise den Alltag der "kleinen" Leute.“

## Werk
Ebert entwickelte sich von Crodels Bildsprache herkommend zum „Henri Rousseau von der Saale“. Seine kleinformatigen poetischen Bilder, die den Alltag der „kleinen“ Leute schildern, vollenden sich im Anschluss an Crodels um 1930 eingeführte Technik der Malerei auf Hartfaserplatten unter dem Einfluss des Malers Kurt Bunge in einer Lasiertechnik auf Holz.
Ab 1964 beschäftigte er sich mit der Technik der Radierung. Der Maler und Grafiker Benno Schulz unterstützte ihn bei der Bearbeitung der Druckplatten und der Herstellung der Abzüge. Aber auch auf dem Gebiet der Malerei fand über viele Jahre bis zum Tod Eberts ein reger Gedankenaustausch zwischen diesen befreundeten Künstlern statt.
Ab seinem 60. Lebensjahr beschäftigte er sich intensiv mit der Lithografie. In Zusammenarbeit mit dem befreundeten Grafiker Helmut Brade schuf er sich damit ein neues Experimentierfeld. Die Radierungen und Lithografien wurden zumeist in kleinen Auflagen gedruckt; manchmal arbeitete Ebert später erneut an ihnen, so dass reizvolle Unikate entstanden.
In einer Zeit, die sich organisiert, registriert, nivelliert, malt da jemand, was ihn angeht, was ihn freut: Albert Ebert. Das Dasein hat ihn fest angepackt, er weiß, wie es einem im Rücken drückt, wenn er in seinem Maurerberuf Ziegel zu schleppen hat. Aber er hat sich eine echte Einfalt bewahren können, deren ursprüngliche malerische Mittel uns erstaunen [...]. Erst mit 40 Jahren hat Ebert angefangen zu malen; heute hängt in der Nationalgalerie schon ein Werk von ihm. (Charles Crodel, in: Panorama 3, 1959, Nr. 5, S. 5)
Seit der Eröffnung des Neubaus der Staatlichen Galerie Moritzburg im Jahr 2008 gibt es einen gesonderten Raum, der nur den Arbeiten dieses naiven Künstlers gewidmet ist.

## Buchillustrationen (unvollständig)
- Peter Hacks: Adam und Eva. Komödie. Verlag Philipp Reclam jun. Leipzig, 1976
- Gottwalt Weber: Das erste Auto in Schilda, Leipzig 1930, DNB 578243717.

## Museen und öffentliche Sammlungen mit Werken Eberts (unvollständig)
- Altenburg/Thür.: Lindenau-Museum
- Berlin: Neue Nationalgalerie
- Berlin: Artothek des Deutschen Bundestags
- Chemnitz: Museum Gunzenhauser
- Dessau: Schloss Mosigkau
- Dresden: Galerie Neue Meister[7]
- Dresden: Kupferstichkabinett Dresden[7]
- Erfurt: Angermuseum
- Frankfurt (Main): Städel[8]
- Halle (Saale): Kunstmuseum Moritzburg
- Paris: Musée du Louvre
- Schwerin: Staatliches Museum Schwerin

## Ausstellungen (unvollständig)

### Einzelausstellungen
- 1958; Leipzig, Wort und Werk

- 1960: Görlitz, Städtische Kunstsammlung

- 1962; Eisenach, Thüringer Museum

- 1966; Berlin, Nationalgalerie

- 1966: Ahrenshoop, Bunte Stube

- 1966: Karlsruhe, Badischer Kunstverein

- 1970: Berlin, Köpenicker Pädagogenklub

- 1970: Gatersleben, Institut für Kulturpflanzenforschung

- 1971: Leipzig, Wort und Werk

- 1972: Helsinki, Kulturzentrum der DDR

- 1976: Halle/Saale, Staatliche Galerie Moritzburg

#### Postum
- 1984: Berlin, Galerie Unter den Linden

- 1985: Hannover, Kunstverein

- 1986: Leipzig, Wort und Werk (Grafik aus dem Nachlass)

- 1991: Frankfurt/Oder, Museum Junge Kunst
- 1995: Halle/Saale, Kunstvereinsgalerie im Opernhaus Halle
- 1996: Halle/Saale, Stadtmuseum Halle, Christian-Wolff-Haus

- 2006: Halle/Saale, Staatliche Galerie Moritzburg

- 2019: Berlin, Galerie der Berliner Graphikpresse[9]

### Teilnahme an zentralen und wichtigen regionalen Ausstellungen in der DDR
- 1958/1959, 1962/1963, 1967/1968, 1972/1973 und 1977/1978: Dresden, Deutsche Kunstausstellung bzw. Kunstausstellung der DDR

- 1969 und 1974: Berlin („Grafik in der DDR“)

- 1970: Berlin, Altes Museum („Auferstanden aus Ruinen. Druckgraphik und Zeichnungen 1945–1970“)

- 1974: Dresden, Kupferstichkabinett („Zeichnungen in der Kunst der DDR“)

#### Postum
- 1979: Berlin, Altes Museum („Weggefährten – Zeitgenossen“)

- 1979: Berlin, Altes Museum („Jugend in der Kunst“)

- 1979: Berlin („Buchillustrationen in der DDR“)

- 1983: Freital, Schloss Burgk („Druckgrafik der DDR“)

- 1984: Berlin, Altes Museum („Alltag und Epoche“)
- 2025: Berlin, Sammlung Scharf-Gerstenberg („Strange!“)